# 2002年美國聯盟分區賽
2002年美國聯盟分區賽是美國聯盟季後賽第一輪，採用的是五場三勝制，参賽的四支球隊是：
- （1） 紐約洋基（美聯東區冠軍，103勝58敗）對安那罕天使（外卡，99勝63敗）
- （2） 奧克蘭運動家（美聯西區冠軍，103勝59敗）對明尼蘇達雙城（美聯中區冠軍，94勝67敗）[1]

最終天使以3比1擊敗洋基，雙城以3比2擊敗運動家。天使和雙城晉級美聯冠軍賽。

## 對戰成績

### 安那罕天使對紐約洋基
安那罕以總比分3比1赢得系列賽
| 場次 | 客隊       | 比分 | 主隊       | 日期    | 場地                 | 觀眾人數 |
| ---- | ---------- | ---- | ---------- | ------- | -------------------- | -------- |
| 1    | 安那罕天使 | 5：8 | 紐約洋基   | 10月1日 | 老洋基體育場         | 56710    |
| 2    | 安那罕天使 | 8：6 | 紐約洋基   | 10月2日 | 老洋基體育場         | 56695    |
| 3    | 紐約洋基   | 6：9 | 安那罕天使 | 10月4日 | 安那罕愛迪生國際球場 | 45072    |
| 4    | 紐約洋基   | 5：9 | 安那罕天使 | 10月5日 | 安那罕愛迪生國際球場 | 45067    |

### 10月3日 第一場
洋基體育場，布朗克斯，紐約州
| 安那罕天使 | 0 | 0 | 1 | 0 | 2 | 1 | 0 | 1 | 0 | 5 | 12 | 0 |
| 紐約洋基 | 1 | 0 | 0 | 2 | 1 | 0 | 0 | 4 | X | 8 | 8  | 1 |
| 勝投： Steve Karsay（1–0） 敗投： Ben Weber（0–1） 救援成功： 馬里安諾·李維拉（1） 全壘打： 天使：特洛伊·格勞斯 2（6上,1分、8上,1分） 洋基：德瑞克·基特（1下,1分）、傑森·吉昂比（4下,2分）、Rondell White（5下,1分）、伯尼·威廉斯（8下,3分） |   |   |   |   |   |   |   |   |   |   |    |   |

德瑞克·基特在首局就開轟幫助洋基先馳得點，不過天使在3局上很快追平比數。4局下，傑森·吉昂比敲出2分砲幫助洋基再次超前比分。5局上，蓋瑞·安德森敲出二壘安打又讓天使追平戰局。5局下，Rondell White敲出陽春砲讓洋基又獲得領先，不過特洛伊·格勞斯在6局上隨即開轟，第三次形成平手。8局上，格勞斯上演單場雙響砲，這是天使隊整場比賽首次領先。但是伯尼·威廉斯在8局下的3分砲直接宣告天使死刑，最終洋基便以8比5拿下首戰勝利。

### 10月5日 第二場
洋基體育場，布朗克斯，紐約州
| 安那罕天使 | 1 | 2 | 1 | 0 | 0 | 0 | 0 | 3 | 1 | 8 | 17 | 1 |
| 紐約洋基 | 0 | 0 | 1 | 2 | 0 | 2 | 0 | 0 | 1 | 6 | 12 | 1 |
| 勝投： 法蘭西斯科·羅德里奎茲（1–0） 敗投： 奧蘭多·赫南德茲（0–1） 救援成功： 特洛依·帕西佛（1） 全壘打： 天使：提姆·賽門（1上,1分）、Scott Spiezio（2上,1分）、蓋瑞·安德森（8上,1分）、特洛伊·格勞斯（8上,1分） 洋基：德瑞克·基特（3下,1分）、阿方索·索利安諾（6下,2分） |   |   |   |   |   |   |   |   |   |   |    |   |

這次換提姆·賽門在首局開轟，第二局輪到Scott Spiezio開轟，第三局則是靠著高飛犧牲打拿下分數。3局下，洋基隊長德瑞克·基特敲出系列賽第二轟，再次幫助洋基打破鴨蛋。4局下，璜·瑞維拉的安打追回2分。6局下，阿方索·索利安諾敲出逆轉2分砲，讓洋基反倒以1分領先。
不過到了8局上，蓋瑞·安德森和特洛伊·格勞斯背靠背開轟，讓天使重回領先。後面又再添得2分保險，終場天使就以8比6扳平系列賽。

### 10月6日 第三場
安那罕愛迪生國際球場，加利福尼亞州，安那罕
| 紐約洋基 | 3 | 0 | 3 | 0 | 0 | 0 | 0 | 0 | 0 | 6 | 6  | 0 |
| 安那罕天使 | 0 | 1 | 2 | 1 | 0 | 1 | 1 | 3 | X | 9 | 12 | 0 |
| 勝投： 法蘭西斯科·羅德里奎茲（2–0） 敗投： Mike Stanton（0–1） 救援成功： 特洛依·帕西佛（2） 全壘打： 洋基：無 天使：亞當·甘迺迪（4下,1分）、提姆·賽門（8下,2分） |   |   |   |   |   |   |   |   |   |   |    |   |

洋基在首局就形成滿壘，並靠著二壘安打和高飛犧牲打拿下3分。天使則是在2局上靠著安打連串及滾地球追回一分。3局上，洋基透過3支安打、2次保送和1次暴投又拿下3分，而這也是洋基最後的攻勢。
3局下，提姆·賽門敲出二壘安打帶有2分打點。4局下，亞當·甘迺迪敲出陽春砲，天使追到4比6落後。6局下，甘迺迪又敲出帶有打點的高飛犧牲打，比賽形成1分差。
7局下，Mike Stanton中繼失敗，天使靠著安打串聯追平比數。8局下，天使敲出2支二壘安打超前比數，提姆·賽門隨後敲出2分砲，為這場比賽寫下定局。

### 10月7日 第四場
安那罕愛迪生國際球場，加利福尼亞州，安那罕
| 紐約洋基 | 0 | 1 | 0 | 0 | 1 | 1 | 1 | 0 | 1 | 5 | 12 | 2 |
| 安那罕天使 | 0 | 0 | 1 | 0 | 8 | 0 | 0 | 0 | X | 9 | 15 | 1 |
| 勝投： Jarrod Washburn（1–0） 敗投： 大衛·威爾斯（0–1） 全壘打： 洋基：荷黑·波沙達（6上,1分） 天使：Shawn Wooten（5下,1分） |   |   |   |   |   |   |   |   |   |   |    |   |

兩隊在前四局都只攻下1分，5局上，德瑞克·基特的高飛犧牲打讓洋基取得領先。
5局下，首名打者Shawn Wooten從大衛·威爾斯手中敲出陽春砲後，威爾斯就像崩盤一樣，完全壓制不住天使打線。該局天使總共打了13個人次，單局敲出10支安打灌進8分。雖然洋基在後面有些許攻勢追回一些分數，不過最終仍以5比9敗下陣來。

### 明尼蘇達雙城對奧克蘭運動家
明尼蘇達以總比分3比2赢得系列賽
| 場次 | 客隊         | 比分  | 主隊         | 日期    | 場地                      | 觀眾人數 |
| ---- | ------------ | ----- | ------------ | ------- | ------------------------- | -------- |
| 1    | 明尼蘇達雙城 | 7：5  | 奧克蘭運動家 | 10月1日 | 聯網協會競技場            | 34853    |
| 2    | 明尼蘇達雙城 | 1：9  | 奧克蘭運動家 | 10月2日 | 聯網協會競技場            | 31953    |
| 3    | 奧克蘭運動家 | 6：3  | 明尼蘇達雙城 | 10月4日 | 胡伯特·哈姆佛里圓頂體育場 | 55932    |
| 4    | 奧克蘭運動家 | 2：11 | 明尼蘇達雙城 | 10月5日 | 胡伯特·哈姆佛里圓頂體育場 | 55960    |
| 5    | 明尼蘇達雙城 | 5：4  | 奧克蘭運動家 | 10月6日 | 聯網協會競技場            | 32146    |

### 10月1日 第一場
聯網協會競技場，奧克蘭，加利福尼亞州
| 明尼蘇達雙城 | 0 | 1 | 2 | 0 | 0 | 3 | 1 | 0 | 0 | 7 | 13 | 3 |
| 奧克蘭運動家 | 3 | 2 | 0 | 0 | 0 | 0 | 0 | 0 | 0 | 5 | 12 | 0 |
| 勝投： Brad Radke（1–0） 敗投： 泰德·李利（0–1） 救援成功： Eddie Guardado（1） 全壘打： 雙城：Corey Koskie（3上,2分）、Doug Mientkiewicz（6上,1分） 運動家：無 |   |   |   |   |   |   |   |   |   |   |    |   |

運動家在首局就靠著對方失誤上壘，接著安打串聯拿下3分。雖然雙城在2局上追了一分，但球隊在下半局馬上掉了2分。3局上，Corey Koskie敲出2分砲幫助雙城將差距縮小。
6局上，Doug Mientkiewicz率先開轟，接著靠著連續3支安打追平比數，Corey Koskie敲出滾地球打回勝利打點。
雙城在7局上又拿下1分，最終以7比5逆轉奪勝。

### 10月2日 第二場
聯網協會競技場，奧克蘭，加利福尼亞州
| 明尼蘇達雙城 | 0 | 0 | 0 | 0 | 0 | 1 | 0 | 0 | 0 | 1 | 7  | 1 |
| 奧克蘭運動家 | 3 | 0 | 0 | 5 | 1 | 0 | 0 | 0 | X | 9 | 14 | 0 |
| 勝投： Mark Mulder（1–0） 敗投： Joe Mays（0–1） 全壘打： 雙城：Cristian Guzmán（6上,1分） 運動家：艾瑞克·夏維茲（1下,3分） |   |   |   |   |   |   |   |   |   |   |    |   |

艾瑞克·夏維茲在首局就敲出3分砲，4局下又攻下5分，其中大衛·賈斯提斯的清壘三壘安打更是直接給雙城一記重拳。加上Mark Mulder先發6局僅失1分，運動家最後就以9比1大勝雙城。

### 10月4日 第三場
胡伯特·哈姆佛里圓頂體育場，明尼阿波利斯，明尼蘇達州
| 奧克蘭運動家 | 2 | 0 | 0 | 1 | 0 | 1 | 2 | 0 | 0 | 6 | 9 | 1 |
| 明尼蘇達雙城 | 0 | 0 | 0 | 1 | 2 | 0 | 0 | 0 | 0 | 3 | 8 | 0 |
| 勝投： 貝瑞·齊托（1–0） 敗投： Rick Reed（0–1） 救援成功： Billy Koch（1） 全壘打： 運動家：Ray Durham（1上,1分）、Scott Hatteberg（1上,1分）、Terrence Long（4上,1分）、傑梅恩·戴伊（6上,1分） 雙城：無 |   |   |   |   |   |   |   |   |   |   |   |   |

Ray Durham在首局首打席就敲出場內全壘打，下一棒的Scott Hatteberg也成功開轟，達成另類的背靠背全壘打。4局上，Terrence Long也加入煙火秀行列，一支陽春砲幫助運動家取得3比0領先。
雙城在4、5兩局靠著安打串聯追平比數，不過傑梅恩·戴伊在6局上開轟，運動家再度要回領先。
之後運動家在7局上又拿下兩分保險，最後以6比3率先聽牌。

### 10月5日 第四場
胡伯特·哈姆佛里圓頂體育場，明尼阿波利斯，明尼蘇達州
| 奧克蘭運動家 | 0 | 0 | 2 | 0 | 0 | 0 | 0 | 0 | 0 | 2  | 7  | 2 |
| 明尼蘇達雙城 | 0 | 0 | 2 | 7 | 0 | 0 | 2 | 0 | X | 11 | 12 | 0 |
| 勝投： Eric Milton（1–0） 敗投： 提姆·哈德森（0–1） 全壘打： 運動家：米格爾·特哈達（3上,2分） 雙城：Doug Mientkiewicz（7下,2分） |   |   |   |   |   |   |   |   |   |    |    |   |

3局上，米格爾·特哈達敲出2分砲幫助運動家先馳得點，不過雙城在3局下靠著兩支二壘安打追平比數。
4局下，雙城單局打了12個人次，攻下7分大局。Doug Mientkiewicz在7局下錦上添花敲出2分砲，終場雙城11比2成功扳平系列賽。

### 10月6日 第五場
聯網協會競技場，奧克蘭，加利福尼亞州
| 明尼蘇達雙城 | 0 | 1 | 1 | 0 | 0 | 0 | 0 | 0 | 3 | 5 | 12 | 0 |
| 奧克蘭運動家 | 0 | 0 | 1 | 0 | 0 | 0 | 0 | 0 | 3 | 4 | 11 | 0 |
| 勝投： Brad Radke（2–0） 敗投： Mark Mulder（1–1） 全壘打： 雙城：A·J·皮爾辛斯基（9上,2分） 運動家：Ray Durham（3下,1分）、Mark Ellis（9下,3分） |   |   |   |   |   |   |   |   |   |   |    |   |

雙城在2、3兩局都把握得點圈有人的機會，敲出一壘安打共拿下2分，而運動家在3局下靠著Ray Durham的陽春砲追回一分後，兩隊到8局結束都沒有其他攻勢。
9局上，A·J·皮爾辛斯基敲出關鍵的2分砲，大衛·歐提茲在後面敲出二壘安打，讓雙城單局拿下3分。9局下，Mark Ellis敲出3分砲，讓比賽再度回到一分差。不過Eddie Guardado還是驚險守住勝利，雙城成功晉級美聯冠軍賽。